# Isidor Rosenthal
Julius Isidor Rosenthal (Łabiszyn, 16 luglio 1836 – Erlangen, 2 gennaio 1915) è stato un fisiologo tedesco.

## Biografia
Nel 1859 ha conseguito il dottorato presso l'Università di Berlino, dove è stato allievo di Emil du Bois-Reymond (1818-1896). Successivamente è rimasto a Berlino come assistente presso l'Istituto di Fisiologia, dove nel 1867 divenne professore. Nel 1872 è stato nominato professore di fisiologia presso l'Università di Erlangen.
Rosenthal ha dato un contributo nella ricerca fisiologica della respirazione, e nelle indagini di termoregolazione in animali a sangue caldo.
Fu autore di diversi articoli di Ludimar Hermann, e nel 1881 divenne redattore della rivista scientifica Biologisches Zentralblatt. Il suo libro Allgemeine Physiologie der Muskeln und Nerven (Fisiologia Generale di muscoli e nervi) è stato poi tradotto in inglese.

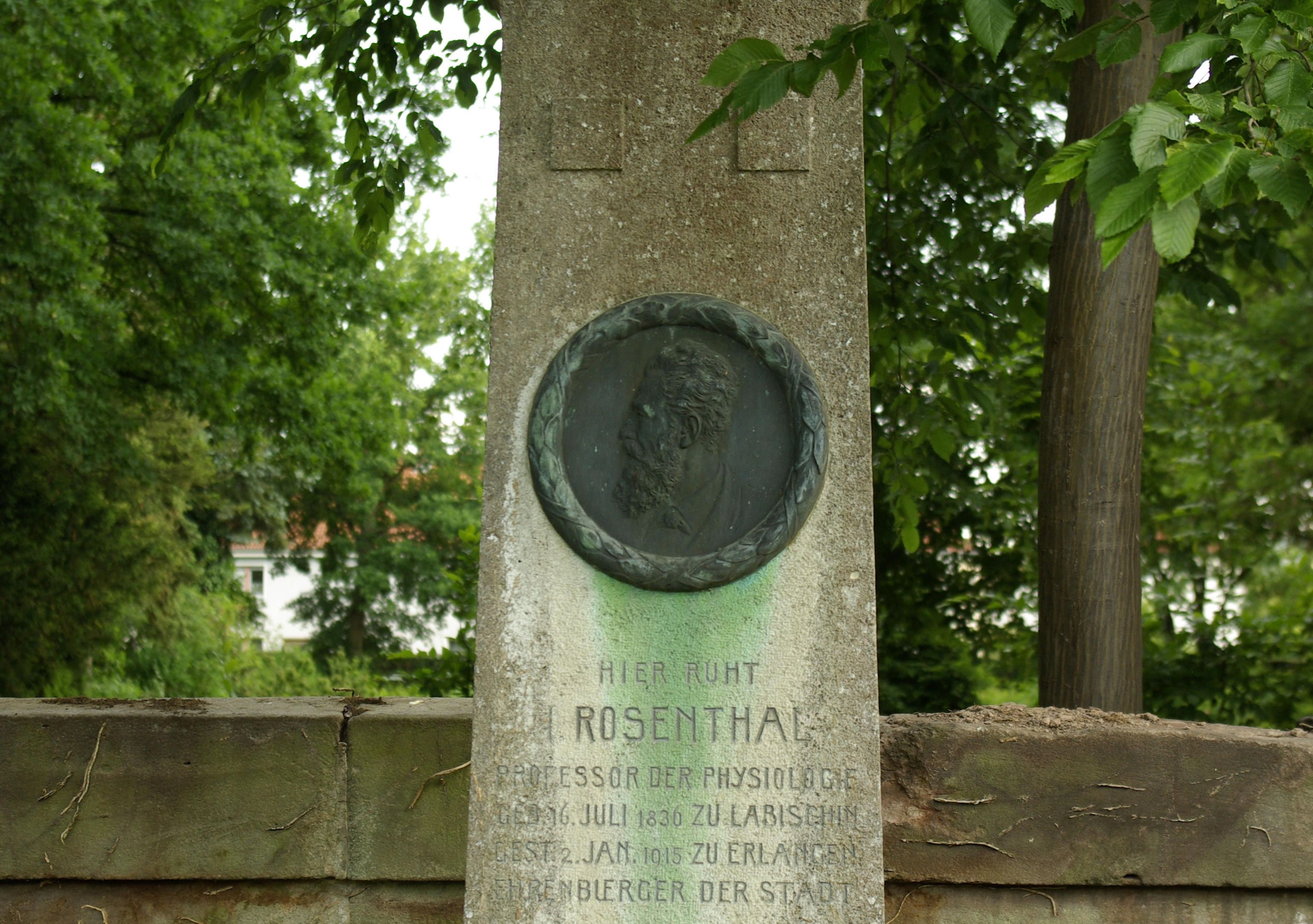
Tomba di Rosenthal al Zentralfriedhof nel Erlangen

## Pubblicazioni principali
- Die Athembewegungen und Ihre Beziehungen zum Nervus Vagus, Berlino, 1862
- Zur Kenntniss der Wärmeregulirung bei den Warmblütigen Thieren, Erlangen, 1872
- Elektricitätslehre für Mediziner und Elektrotherapie, ib. 1862 (terza edizione con Martin Bernhardt (1844-1915), 1882
- Allgemeine Physiologie der Muskeln und Nerven, Leipsic, 1878 (seconda edizione, 1898)
- Bier und Branntwein in Ihren Beziehungen zur Volksgesundheitspflege, Berlin, 1881
- Vorlesungen über Oeffentliche und Private Gesundheitspflege, Erlangen, 1887.